# NASCAR Winston Cup 1989
De NASCAR Winston Cup 1989 was het 41e seizoen van het belangrijkste NASCAR kampioenschap dat in de Verenigde Staten gehouden wordt. Het seizoen startte op 19 februari met de Daytona 500 en eindigde op 19 november met de Atlanta Journal 500. Rusty Wallace won het kampioenschap. De trofee rookie of the year werd uitgereikt aan Dick Trickle.

## Races
Top drie resultaten, exhibitie- en kwalificatiewedstrijden staan niet vermeld.
| '  | Datum  | Race                         | Circuit                         | Winnaar         | Tweede          | Derde           |
| 1  | 19-feb | Daytona 500                  | Daytona International Speedway  | Darrell Waltrip | Ken Schrader    | Dale Earnhardt  |
| 2  | 5-mrt  | Goodwrench 500               | North Carolina Speedway         | Rusty Wallace   | Alan Kulwicki   | Dale Earnhardt  |
| 3  | 19-mrt | Motorcraft Quality Parts 500 | Atlanta Motor Speedway          | Darrell Waltrip | Dale Earnhardt  | Dick Trickle    |
| 4  | 26-mrt | Pontiac Excitement 400       | Richmond International Raceway  | Rusty Wallace   | Alan Kulwicki   | Dale Earnhardt  |
| 5  | 2-apr  | TranSouth 500                | Darlington Raceway              | Harry Gant      | Davey Allison   | Geoff Bodine    |
| 6  | 9-apr  | Valleydale Meats 500         | Bristol Motor Speedway          | Rusty Wallace   | Darrell Waltrip | Geoff Bodine    |
| 7  | 16-apr | First Union 400              | North Wilkesboro Speedway       | Dale Earnhardt  | Alan Kulwicki   | Mark Martin     |
| 8  | 23-apr | Pannill Sweatshirts 500      | Martinsville Speedway           | Darrell Waltrip | Dale Earnhardt  | Dick Trickle    |
| 9  | 7-mei  | Winston 500                  | Talladega Superspeedway         | Davey Allison   | Terry Labonte   | Mark Martin     |
| 10 | 28-mei | Coca-Cola 600                | Charlotte Motor Speedway        | Darrell Waltrip | Sterling Marlin | Ken Schrader    |
| 11 | 4-jun  | Budweiser 500                | Dover International Speedway    | Dale Earnhardt  | Mark Martin     | Ken Schrader    |
| 12 | 11-jun | Banquet Frozen Foods 300     | Infineon Raceway                | Ricky Rudd      | Rusty Wallace   | Bill Elliott    |
| 13 | 18-jun | Miller High Life 500         | Pocono Raceway                  | Terry Labonte   | Harry Gant      | Dale Earnhardt  |
| 14 | 25-jun | Miller High Life 400         | Michigan International Speedway | Bill Elliott    | Rusty Wallace   | Darrell Waltrip |
| 15 | 1-jul  | Pepsi 400                    | Daytona International Speedway  | Davey Allison   | Morgan Shepherd | Phil Parsons    |
| 16 | 23-jul | AC Spark Plug 500            | Pocono Raceway                  | Bill Elliott    | Rusty Wallace   | Mark Martin     |
| 17 | 30-jul | Talladega DieHard 500        | Talladega Superspeedway         | Terry Labonte   | Darrell Waltrip | Mark Martin     |
| 18 | 13-aug | Budweiser At The Glen        | Watkins Glen International      | Rusty Wallace   | Mark Martin     | Dale Earnhardt  |
| 19 | 20-aug | Champion Spark Plug 400      | Michigan International Speedway | Rusty Wallace   | Morgan Shepherd | Harry Gant      |
| 20 | 26-aug | Busch 500                    | Bristol Motor Speedway          | Darrell Waltrip | Alan Kulwicki   | Ricky Rudd      |
| 21 | 3-sep  | Heinz Southern 500           | Darlington Raceway              | Dale Earnhardt  | Mark Martin     | Ricky Rudd      |
| 22 | 10-sep | Miller High Life 400         | Richmond International Raceway  | Rusty Wallace   | Dale Earnhardt  | Geoff Bodine    |
| 23 | 17-sep | Peak Performance 500         | Dover International Speedway    | Dale Earnhardt  | Mark Martin     | Ken Schrader    |
| 24 | 24-sep | Goody's 500                  | Martinsville Speedway           | Darrell Waltrip | Harry Gant      | Dick Trickle    |
| 25 | 8-okt  | All Pro Auto Parts 500       | Charlotte Motor Speedway        | Ken Schrader    | Harry Gant      | Mark Martin     |
| 26 | 15-okt | Holly Farms 400              | North Wilkesboro Speedway       | Geoff Bodine    | Mark Martin     | Terry Labonte   |
| 27 | 22-okt | AC Delco 400                 | North Carolina Speedway         | Mark Martin     | Rusty Wallace   | Darrell Waltrip |
| 28 | 5-nov  | Autoworks 500                | Phoenix International Raceway   | Bill Elliott    | Terry Labonte   | Mark Martin     |
| 29 | 19-nov | Atlanta Journal 500          | Atlanta Motor Speedway          | Dale Earnhardt  | Geoff Bodine    | Sterling Marlin |

## Eindstand - Top 10

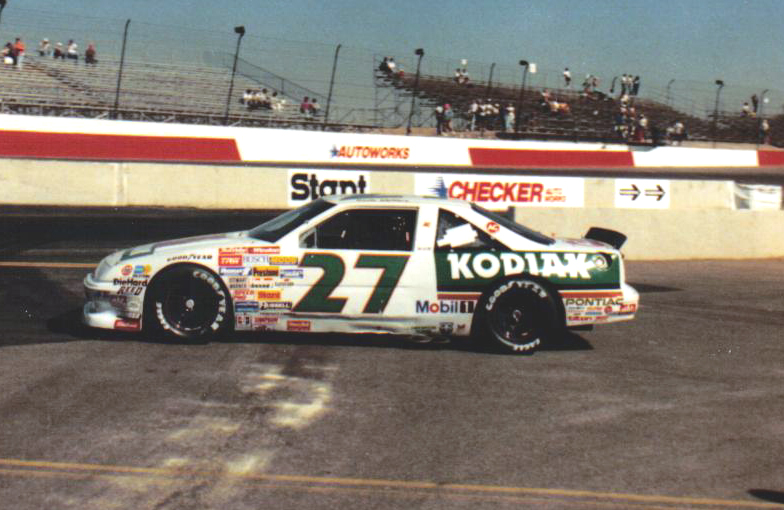
Wallace's Pontiac uit 1989.

| 1  | Rusty Wallace   | 4176 |
| 2  | Dale Earnhardt  | 4164 |
| 3  | Mark Martin     | 4053 |
| 4  | Darrell Waltrip | 3971 |
| 5  | Ken Schrader    | 3786 |
| 6  | Bill Elliott    | 3774 |
| 7  | Harry Gant      | 3610 |
| 8  | Ricky Rudd      | 3608 |
| 9  | Geoff Bodine    | 3600 |
| 10 | Terry Labonte   | 3569 |